# 吳永盛
吳永盛（1996年10月19日—）為臺灣男子籃球運動員，場上主打後衛位置，現效力於P. LEAGUE+臺北富邦勇士。
吳永盛畢業於臺北市籃球傳統名校金華國中，相較於同年齡的臺灣國中生，吳永盛個人的身體素質及技巧上較為突出，在2012年，國中最後一年，吳永盛替金華國中學校奪下睽違六年的JHBL冠軍並成為該年聯賽MVP，但並沒有選擇留在臺灣，選擇赴美國就讀位於華盛頓州的高中Union High School，身分是交換學生，一年後交換學生身分結束，轉學至位於加州的Modesto Christian High School。2014年，吳永盛收到來自東華盛頓大學以及沙加緬度州立大學邀請，吳永盛最終選擇了沙加緬度州立大學。
從沙加緬度州大畢業後，吳永盛返回臺灣並於2019年2月加盟東南亞職業籃球聯賽（ABL）寶島夢想家。同年7月29日，投入中國男子籃球職業聯賽（CBA）選秀會的吳永盛以首輪第6順位由上海久事大鯊魚籃球俱樂部選中。

## 啟蒙至國中時期
吳永盛出身新北市，有兩位兄長，家中經營連鎖鍋貼店，最初家人不鼓勵吳永盛打籃球，並希望吳永盛用能像兄長們一樣好好讀書，但吳永盛並不喜歡好好讀書，甚至在一次父親送往補習班之後跳下車逃離補習班，表示不想去補習班，在國小五年級時吳永盛便轉學到莒光國小去接受正規籃球訓練，而從這個時期開始便有國中甲級球隊關注著吳永盛。畢業後，進入臺灣國中籃球傳統強權金華國中籃球隊。當時金華國中已多年無奪冠紀錄，而在2012年，吳永盛國中三年級時，為學校奪下睽違六年的JHBL冠軍，也是隊史的第二座冠軍，並成為該年101學年度國中聯賽的MVP。

## 高中生涯
吳永盛國中畢業後，其實有意加入許多臺灣高中籃球甲級聯賽的球隊，但在父親的提議之下，並由父親穿針引線，最後的決定是前往美國華盛頓州就讀高中Union High School，由於美國高中為四年制，吳永盛必須得從高中二年級開始讀起，身分為交換學生，住在寄宿家庭中，隔年轉學至位於美國加州北部的高中Modesto Christian High School，轉學後的這所高中的籃球排名在全美排行第183名，有助於吳永盛個人能力發展，也為金華國中後續前往美國的學生開出了一個先例。
2015年，吳永盛高中生涯的最後一年總共出賽33場球賽，得到平均10.4分、2.1助攻、2.1籃板、0.8次抄截、總得分342分的成績單，其中兩分球命中率為48%、三分球命中率為37%。在北加州的四強賽中，Modesto Christiane高中也克服一路落後，順利進入加州的冠軍賽，而每年早在暑假時，吳永盛會提早回到美國，當地會有籃球比賽，一種類似SHOW CASE的比賽，每位球員都想展現自己能力，自然而然，會有不願意傳球，甚至不傳球給某個球員的情況，吳永盛當然也在這類球賽中體驗到了，這類比賽也讓各地大學球探以及教練尋覓不錯的球員，也正因為有這類型的比賽，吳永盛得以受到東華盛頓大學籃球隊以及沙加緬度州立大學籃球隊的關注，兩間大學皆願意提供吳永盛籃球獎學金，最後，吳永盛選擇了沙加緬度州立大學，也是由於沙加緬度州立大學總教練的高度關心及沙加緬度州立大學距離吳永盛高中距離較近，最後才會選擇了沙加緬度州立大學。

### 14-15 Varsity Basketball
| 出賽 | 兩分 | 三分 | 罰球 | 籃板 | 助攻 | 阻攻 | 抄截 | 失誤 | 犯規 | 得分 |
| ---- | ---- | ---- | ---- | ---- | ---- | ---- | ---- | ---- | ---- | ---- |
| 33   | 48%  | 37%  | 76%  | 2.1  | 2.1  | 0    | 0.8  | 1.6  | 0.8  | 10.4 |

## 大學生涯

### 大一學年
2015年9月，吳永盛正式前往位於美國加州的沙加緬度州立大學就讀，而沙加緬度州立大學隸屬於NCAA一級的BIG SKY聯盟，在NCAA一級中，算是實力較為普通的聯盟，2015-2016賽季，吳永盛在大一球季就有上場紀錄，首次代表沙加緬度州立大學出賽是在美國當地時間2015年的11月13日，出戰亞利桑那州立大學，上場9分鐘，未有任何得分、籃板、助攻等紀錄僅有兩次犯規及兩次失誤，球隊以66-63贏球，在第二場球賽，美國當地時間2015年11月15日，出戰Seattle，吳永盛全場上場20分鐘，11投5中，攻下生涯新高的14分及2籃板、1助攻的成績，讓教練留下深刻印象，也奠定日後在球隊中的第六人定位，在大一菜鳥球季中，總共上場31場球賽，平均上場17.1分鐘，得到平均6.2分、1.3籃板、1次助攻、投籃命中率4成33、三分球命中率3成37的成績單。

### 2015-2016   Sacramento State Men's Basketball
| 出賽 | 兩分  | 三分  | 罰球  | 籃板 | 助攻 | 抄截 | 得分 |
| ---- | ----- | ----- | ----- | ---- | ---- | ---- | ---- |
| 31   | 43.3% | 33.7% | 56.4% | 1.3  | 1.0  | 0.5  | 6.2  |

### 餘後學年
在經歷一年NCAA一級大學的洗禮的吳永盛，來到了大學二年級，原以為能站穩球隊中地位的，吳永盛卻遭到膝蓋傷勢，導致該學年上場時間銳減，無法發揮。三年級獲得較多機會，一共上場25比賽並有22場先發，平均上場時間23.8分鐘，平均共得5.6分，1.8籃板，1.8助攻，0.7抄截。其中三場得分突破10分，一場得19分為大學生涯最高分。然而在三年級後期，因腳傷缺席剩餘賽季。到了大四，又因開季前受傷，導致無法確定該球季能否上場，所以他決定在2019年1月提早畢業返台，在台接受復健治療。

## 職業生涯

### 寶島夢想家
2019年2月20日下午，寶島夢想家官方Instagram發佈了吳永盛加入夢想家的自介影片，2月23日吳永盛首秀對上香港東方。

### 上海大鯊魚
2019年6月，中國男子籃球職業聯賽公布2019年選秀名單，吳永盛以港澳台球員資格參選。同年7月29日，她在中國男子籃球職業聯賽選秀會以第一輪第八順位由上海大鯊魚選中。
加入上海大鯊魚後，他於2019年11月12日達成了CBA首秀。可是其後到2020年1月18日總教練李秋平因戰績不佳請辭前，他只在五場比賽登場，並且上場時間最多只有6分鐘。直至新任總教練馬諾斯（Manos Manouselis）領軍時獲得了數次先發機會。然而，於同年2月20日他在中華隊備戰2021年亞洲盃籃球賽資格賽時，因大腿受傷，導致須休息6至9個月。球季因傷報銷的吳永盛先行返台復健，當他再度到上海備戰新球季時，上海大鯊魚簽下同樣來自台灣的劉錚，受限於CBA規定各隊僅能有一名港澳台球員的規章，吳永盛因此轉戰新疆廣匯，新人賽季總計出賽7場，平均上場7.3分鐘，獲得2.3分、0.4籃板、0.4助攻、0.4抄截。

### 新疆廣匯
2020-2021賽季期間，共上場25次，平均上場7.8分鐘，獲得3.1分、1籃板、1.2助攻、0.5抄截。

### 福爾摩沙台新夢想家
2021年8月1日，吳永盛正式加盟回歸老東家福爾摩沙台新夢想家。2023年7月1日，吳永盛確定不執行球員選擇權離開夢想家。

### 臺北富邦勇士
2023年8月1日，臺北富邦勇士宣布與吳永盛正式簽下複數年合約。

## 國家隊生涯
- 2016年第三十八屆威廉瓊斯盃國際籃球邀請賽男子組美國代表隊。
- 2018年第四十屆威廉瓊斯盃國際籃球邀請賽男子組中華白代表隊。
- 2019年第四十一屆威廉瓊斯盃國際籃球邀請賽男子組中華白代表隊。
- 2019年入選中華白隊（年輕球員組成），參與俄羅斯國際大學邀請賽。
- 2020年2月入選亞洲盃資格賽第一階段名單，但比賽前夕受傷需修養數個月。
- 2021年8月入選亞洲盃資格賽對戰關島十二人名單
- 2023年第四十二屆威廉瓊斯盃國際籃球邀請賽男子組中華藍代表隊
- 2023年杭州亞運入選中華隊十二人名單

### 第38屆威廉瓊斯盃
自1977年開始臺灣每年都會在7月夏季時舉行瓊斯盃，2016年夏天，吳永盛所就讀沙加緬度州立大學將受邀來臺代表美國參加第38屆的威廉瓊斯盃。瓊斯盃首戰於7月23日出戰印度上場19分鐘10投僅1中，罰球得到1分，返台後第一戰僅得到3分，但球隊最後仍以66-62贏球，7月30日對上中華藍隊全場得到17分為本屆賽事最高得分，但該場比賽命中率不佳，18次投籃僅命中6球，球隊也以71-86輸球，此次沙加緬度州立大學參賽瓊斯盃戰績為3勝5敗，以第五名作收，此次瓊斯盃，吳永盛平均上場22分鐘，得到8.1分、1.9籃板、0.4次助攻。

### Jones Cup	2016
| 出賽 | 兩分 | 三分 | 罰球 | 籃板 | 助攻 | 阻攻 | 抄截 | 失誤 | 犯規 | 得分 |
| ---- | ---- | ---- | ---- | ---- | ---- | ---- | ---- | ---- | ---- | ---- |
| 8    | 41%  | 20%  | 70%  | 1.9  | 0.4  | 0    | 0.8  | 1.5  | 1.1  | 8.1  |

## 外部連結
- Jeff Wu（页面存档备份，存于）
- Jeff Wu MaxPreps（页面存档备份，存于）
- 吳永盛在fiba.basketball（英语）
- 吳永盛在中国男子篮球职业联赛
- 吳永盛在P. LEAGUE+
- 吳永盛在Basketball-Reference.com（國際）（英语）
- 吳永盛在Sports-Reference.com（NCAA）（英语）
- 吳永盛在Eurobasket.com（球員）（英语）
- 吳永盛在Proballers（英语）
- 吳永盛在Proballers（英语）
- 吳永盛在RealGM（英语）
- 吳永盛在中国篮球数据库
- 吳永盛在Flashscore（英语）